# کارولیناز
کارولیناز (انگلیسی: Carolinas) ایالت‌های ایالت آمریکا کارولینای شمالی و کارولینای جنوبی به‌طور جمعی در نظر گرفته شده‌اند. آنها از شمال با ویرجینیا، از غرب با تنسی و از جنوب غربی با جورجیا جورجیا همسایه هستند. اقیانوس اطلس در شرق است.